# Olympische Sommerspiele 1956/Leichtathletik – Speerwurf (Männer)

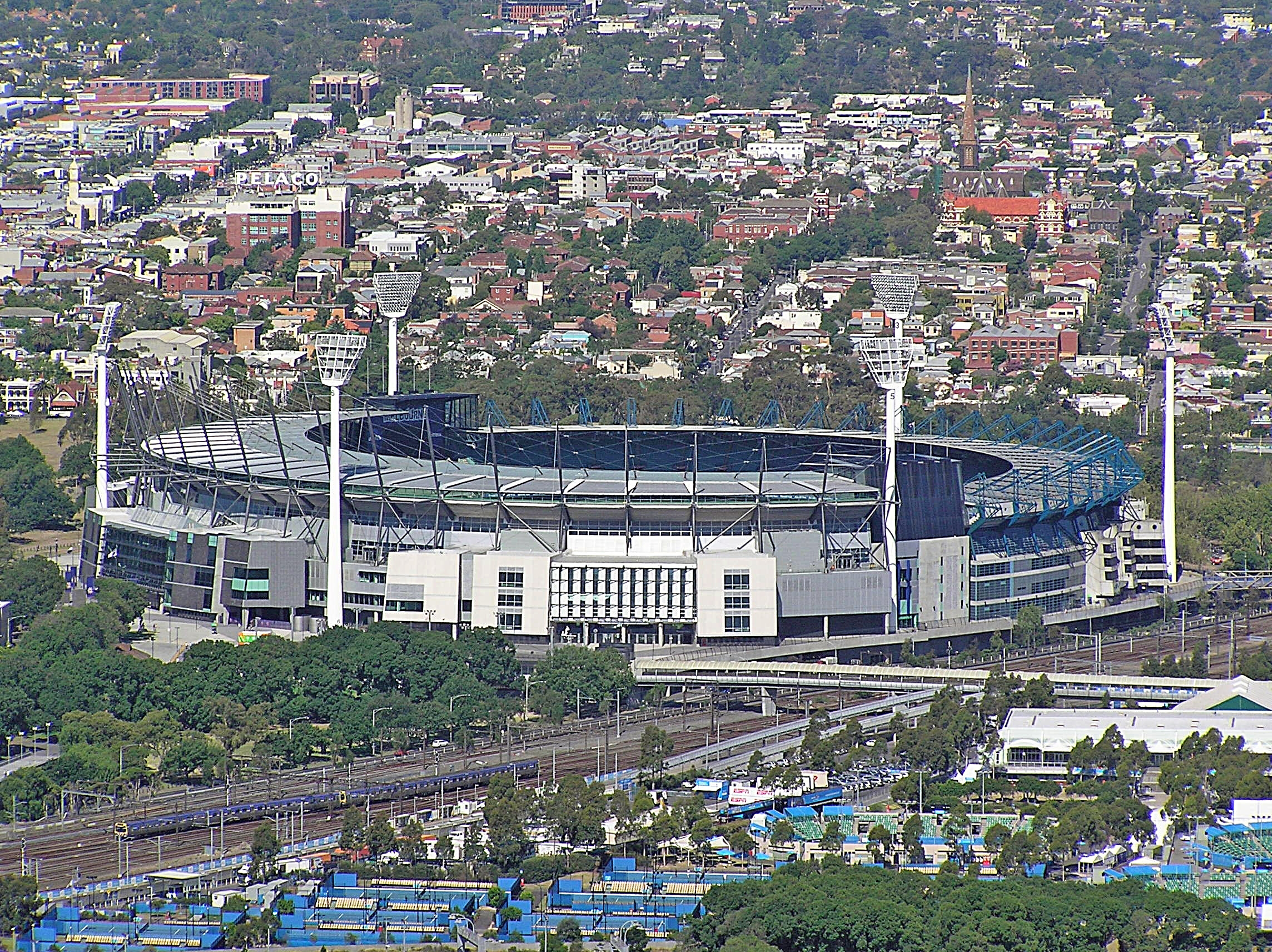
Melbourne Cricket Ground, Olympiastadion (hier im Jahr 2008)

Der Speerwurf der Männer bei den Olympischen Spielen 1956 in Melbourne wurde am 26. November 1956 im Melbourne Cricket Ground ausgetragen. 21 Athleten nahmen teil.
Olympiasieger mit neuem Weltrekord wurde der Norweger Egil Danielsen. Er siegte vor dem Polen Janusz Sidło und Wiktor Zybulenko aus der Sowjetunion.
Athleten aus der Schweiz und Österreich waren nicht am Start. Zwei deutsche Speerwerfer nahmen teil, die sich beide für das Finale qualifizieren konnten. Herbert Koschel belegte im Finale Rang vier, Heinrich Will kam auf Platz neun.

## Rekorde

### Bestehende Rekorde
| Weltrekord         | 83,66 m | Janusz Sidło ( Polen) | Mailand Italien             | 30. Juni 1956 |
| Olympischer Rekord | 73,78 m | Cy Young ( USA)       | Finale OS Helsinki Finnland | 24. Juli 1952 |

### Rekordverbesserungen
Der bestehende olympische Rekord wurde dreimal verbessert, der Weltrekord einmal – und damit auch der olympische Rekord ein weiteres Mal.
- Olympische Rekorde:
  - 74,76 m – Cy Young (USA), Qualifikation am 26. November, zweiter Durchgang
  - 74,96 m – Wiktor Zybulenko (Sowjetunion), Finale am 26. November, erster Durchgang
  - 75,84 m – Wiktor Zybulenko (Sowjetunion), Finale am 26. November, zweiter Durchgang
  - 79,98 m – Janusz Sidło (Polen), Finale am 26. November, dritter Durchgang
- Weltrekord:
  - 85,71 m – Egil Danielsen (Norwegen), Finale am 26. November, vierter Durchgang

## Durchführung des Wettbewerbs
Die Athleten traten am 24. November zu einer Qualifikationsrunde an. Die geforderte Qualifikationsweite von 66,00 Metern wurde von fünfzehn Wettbewerbern – hellblau unterlegt – übertroffen. Damit war die Mindestzahl von zwölf Werfern im Finalfeld erreicht und es musste nicht weiter aufgefüllt werden. Für alle qualifizierten Teilnehmer fand das Finale am Nachmittag desselben Tages statt. Die in der Qualifikationsrunde erzielten Resultate wurden für den weiteren Wettkampfverlauf nicht mitgewertet. Im Finale standen jedem Athleten zunächst drei Versuche zu. Die besten sechs Finalisten konnten dann weitere drei Versuche machen.

## Zeitplan
26. November, 10:00 Uhr: Qualifikation

26. November, 15;25 Uhr: Finale
Anmerkung: Alle Zeiten sind als Ortszeit von Melbourne angegeben. (UTC + 10)

## Legende
Kurze Übersicht zur Bedeutung der Symbolik – so üblicherweise auch in sonstigen Veröffentlichungen verwendet:
| – | verzichtet |
| x | ungültig   |

## Qualifikation
Datum: 26. November 1956, 10.00 Uhr 
| Platz | Name                | Nation         | 1. Versuch | 2. Versuch | 3. Versuch | Resultat | Anmerkung |
| ----- | ------------------- | -------------- | ---------- | ---------- | ---------- | -------- | --------- |
| 1     | Cy Young            | USA            | 63,30 m    | 74,76 m OR | –          | 74,76 m  | OR        |
| 2     | Egil Danielsen      | Norwegen       | 74,15 m OR | –          | –          | 74,15 m  |           |
| 3     | Wladimir Kusnezow   | Sowjetunion    | 64,88 m    | 73,89 m    | –          | 73,89 m  |           |
| 4     | Herbert Koschel     | Deutschland    | 72,90 m    | –          | –          | 72,90 m  |           |
| 5     | Alexander Gorschkow | Sowjetunion    | 72,31 m    | –          | –          | 72,31 m  |           |
| 6     | Janusz Sidło        | Polen          | 72,00 m    | –          | –          | 72,00 m  |           |
| 7     | Michel Macquet      | Frankreich     | 71,23 m    | –          | –          | 71,23 m  |           |
| 8     | Wiktor Zybulenko    | Sowjetunion    | 71,20 m    | –          | –          | 71,20 m  |           |
| 9     | Benjamin Garcia     | USA            | 71,17 m    | –          | –          | 71,17 m  |           |
| 10    | Heinrich Will       | Deutschland    | 52,56 m    | 64,68 m    | 70,38 m    | 70,38 m  |           |
| 11    | Giovanni Lievore    | Italien        | 69,64 m    | –          | –          | 69,64 m  |           |
| 12    | Phil Conley         | USA            | 68,60 m    | –          | –          | 69,64 m  |           |
| 13    | Jan Kopyto          | Polen          | 68,19 m    | 54,89 m    | –          | 68,19 m  |           |
| 14    | Muhammad Nawaz      | Pakistan       | 59,44 m    | 61,62 m    | 67,57 m    | 68,19 m  |           |
| 15    | Sándor Krasznai     | Ungarn         | 61,87 m    | 67,39 m    | –          | 67,39 m  |           |
| 16    | Bob Grant           | Australien     | x          | 65,76 m    | 61,50 m    | 65,76 m  |           |
| 17    | Jalal Khan          | Pakistan       | 65,35 m    | x          | 61,61 m    | 65,35 m  |           |
| 18    | Léon Syrovatski     | Frankreich     | 61,06 m    | 62,65 m    | 64,58 m    | 64,58 m  |           |
| 19    | Reinaldo Oliver     | Puerto Rico    | 55,85 m    | 52,42 m    | 63,68 m    | 63,68 m  |           |
| 20    | Peter Cullen        | Großbritannien | x          | 61,37 m    | 62,77 m    | 62,77 m  |           |
| 21    | James Achurch       | Australien     | 57,09 m    | 43,43 m    | x          | 57,09 m  |           |

## Finale
Datum: 26. November 1956, 15.25 Uhr 
| Platz | Name                | Nation      | 1. Versuch | 2. Versuch | 3. Versuch | 4. Versuch                              | 5. Versuch                              | 6. Versuch                              | Endresultat | Anmerkung |
| ----- | ------------------- | ----------- | ---------- | ---------- | ---------- | --------------------------------------- | --------------------------------------- | --------------------------------------- | ----------- | --------- |
| 1     | Egil Danielsen      | Norwegen    | 72,60 m    | 68,49 m    | 70,75 m    | 85,71 m WR                              | 72,60 m                                 | 68,86 m                                 | 85,71 m     | WR        |
| 2     | Janusz Sidło        | Polen       | 72,78 m    | x          | 79,98 m OR | 79,70 m                                 | 75,79 m                                 | 73,50 m                                 | 79,98 m     |           |
| 3     | Wiktor Zybulenko    | Sowjetunion | 74,96 m OR | 75,84 m OR | 71,74 m    | 79,50 m                                 | 72,98 m                                 | 63,24 m                                 | 79,50 m     |           |
| 4     | Herbert Koschel     | Deutschland | 74,68 m    | 60,80 m    | 69,88 m    | 61,66 m                                 | x                                       | 61,29 m                                 | 74,68 m     |           |
| 5     | Jan Kopyto          | Polen       | 71,82 m    | 73,32 m    | 73,02 m    | 74,28 m                                 | 57,20 m                                 | 73,27 m                                 | 74,28 m     |           |
| 6     | Giovanni Lievore    | Italien     | 71,26 m    | 72,88 m    | 67,46 m    | 65,58 m                                 | 64,87 m                                 | 55,78 m                                 | 72,88 m     |           |
|       |                     |             |            |            |            |                                         |                                         |                                         |             |           |
| 7     | Michel Macquet      | Frankreich  | 70,03 m    | 70,11 m    | 71,84 m    | nicht im Finale der besten sechs Werfer | nicht im Finale der besten sechs Werfer | nicht im Finale der besten sechs Werfer | 71,84 m     |           |
| 8     | Alexander Gorschkow | Sowjetunion | x          | x          | 70,32 m    | nicht im Finale der besten sechs Werfer | nicht im Finale der besten sechs Werfer | nicht im Finale der besten sechs Werfer | 70,32 m     |           |
| 9     | Heinrich Will       | Deutschland | 69,86 m    | 67,39 m    | x          | nicht im Finale der besten sechs Werfer | nicht im Finale der besten sechs Werfer | nicht im Finale der besten sechs Werfer | 69,86 m     |           |
| 10    | Phil Conley         | USA         | 69,74 m    | 60,92 m    | 69,59 m    | nicht im Finale der besten sechs Werfer | nicht im Finale der besten sechs Werfer | nicht im Finale der besten sechs Werfer | 69,74 m     |           |
| 11    | Cy Young            | USA         | x          | 66,32 m    | 68,64 m    | nicht im Finale der besten sechs Werfer | nicht im Finale der besten sechs Werfer | nicht im Finale der besten sechs Werfer | 68,64 m     |           |
| 12    | Wladimir Kusnezow   | Sowjetunion | 65,65 m    | 62,80 m    | 67,14 m    | nicht im Finale der besten sechs Werfer | nicht im Finale der besten sechs Werfer | nicht im Finale der besten sechs Werfer | 67,14 m     |           |
| 13    | Sándor Krasznai     | Ungarn      | 66,33 m    | 60,03 m    | 59,78 m    | nicht im Finale der besten sechs Werfer | nicht im Finale der besten sechs Werfer | nicht im Finale der besten sechs Werfer | 66,33 m     |           |
| 14    | Muhammad Nawaz      | Pakistan    | 62,55 m    | 59,42 m    | 61,13 m    | nicht im Finale der besten sechs Werfer | nicht im Finale der besten sechs Werfer | nicht im Finale der besten sechs Werfer | 62,55 m     |           |
| NM    | Benjamin Garcia     | USA         | x          | x          | x          | nicht im Finale der besten sechs Werfer | nicht im Finale der besten sechs Werfer | nicht im Finale der besten sechs Werfer | ogV         |           |

Den fast fünfzehn Jahre alten Weltrekord im Speerwurf verbesserte der US-Amerikaner Bud Held im Jahre 1953. Ermöglicht wurde dies durch seine eigene Mitarbeit an der Entwicklung der Aerodynamik des Speerdesigns. Der Pole Janusz Sidło warf im Juni 1956 noch einmal weiter und galt als Topfavorit für diesen Wettbewerb. Als Medaillenkandidaten galten auch der Olympiasieger von 1952 Cyrus Young aus den USA und der Norweger Egil Danielsen. Obwohl dieser in der Qualifikation seinen eigenen Olympiarekord verbesserte, spielte Young in der Endabrechnung keine Rolle und belegte Platz elf.
Der Wettkampf war gekennzeichnet durch immer wieder wechselnde böige Winde. Das machte den Athleten das Werfen nicht leicht. Die ersten Zeichen im Finale setzte der sowjetische Athlet Wiktor Zybulenko, als er im ersten Versuch Youngs Rekord übertraf und im zweiten Versuch noch einmal weiter warf. Im dritten Durchgang konterte dann Sidło mit einem über vier Meter weiteren Wurf, zwei Zentimeter unterhalb der 80-Meter-Marke. Im vierten Versuch erwischte Danielsen in einem für ihn glücklichen Moment einen günstigen Wind, den er äußerst erfolgreich nutzen konnte. Er warf den Speer in einer flacheren Bahn ab und übertraf den Polen um genau 5,73 Meter. Diese Weite stellte sogar einen neuen Weltrekord dar. In demselben Durchgang hatte auch Zybulenko seinen besten Versuch, er kam jedoch nur noch bis auf zwanzig Zentimeter an Sidło heran. Damit war Danielsen Olympiasieger, Sidło gewann die Silber- und Zybulenko die Bronzemedaille.
Dabei hatte Egil Danielsen nach Ende des Vorkampfs im dritten Versuch eigentlich schon seine Sachen packen wollen, weil er davon ausging, Siebter zu sein und damit nicht für das Finale der besten sechs Werfer qualifiziert zu sein. Aber er realisierte schnell, dass er sich geirrt hatte und machte nun natürlich weiter.
Egil Danielsen gewann die erste norwegische Goldmedaille im Speerwurf.

Auch Janusz Sidło und Wiktor Zybulenko errangen die ersten Medaillen ihrer Länder in dieser Disziplin.

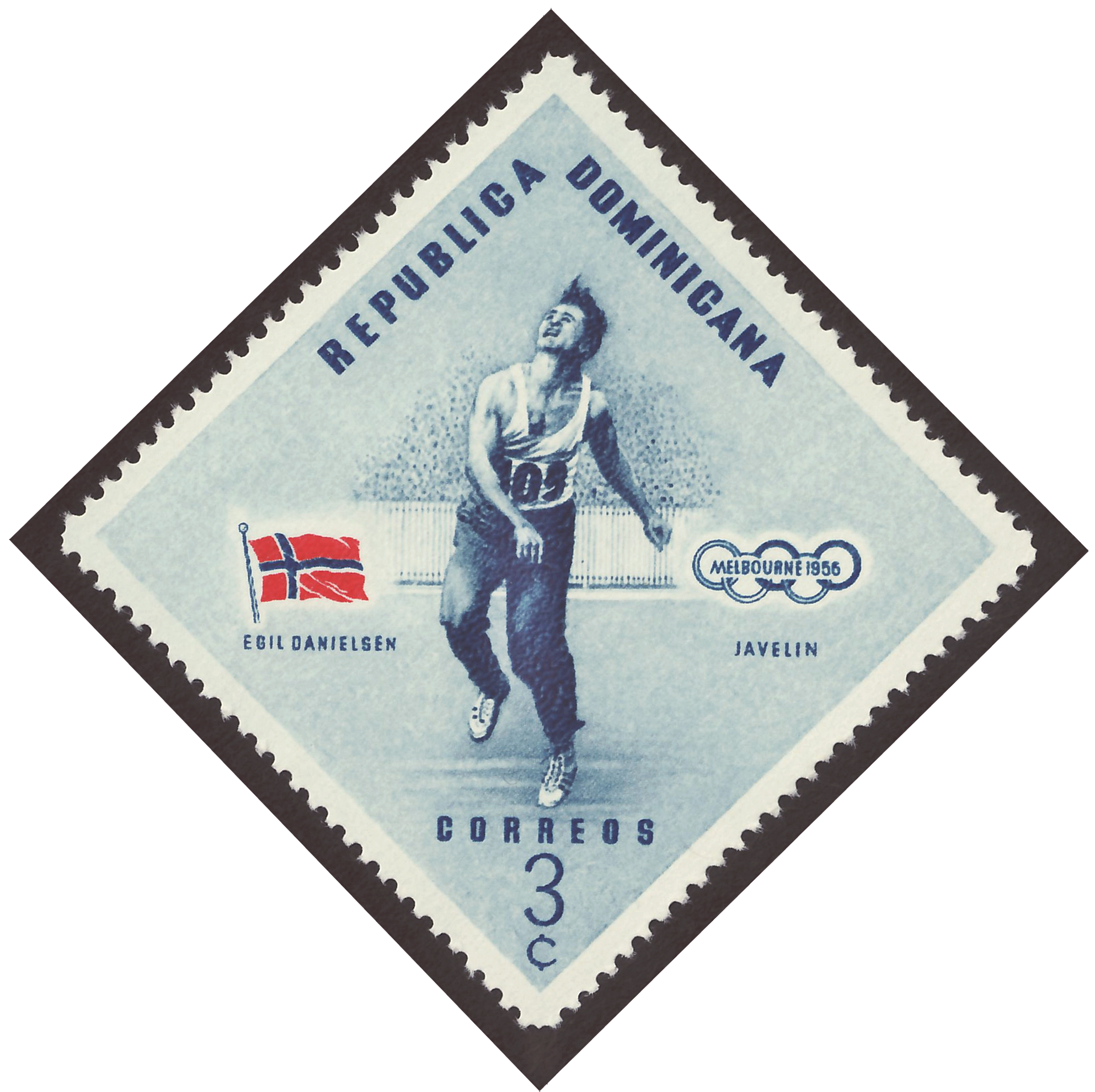
Olympiasieger mit Weltrekord: Egil Danielsen (hier auf einer Briefmarke Dominikanischen Republik)
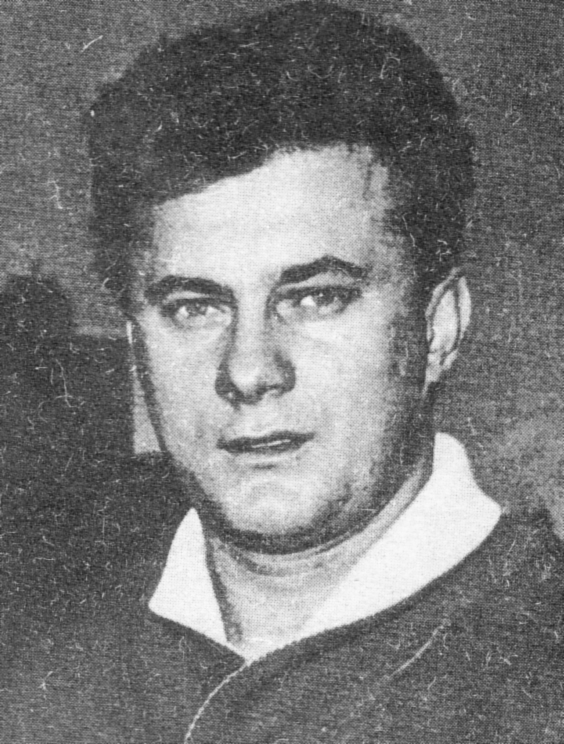
Janusz Sidło gewann Silber

## Videolinks
SpeerM
- Melbourne 1956 Official Olympic Film - Part 5 | Olympic History, Bereich: 0:00 min bis 1:35 min, youtube.com, abgerufen am 18. August 2021
- Melbourne 1956 Olympic Games - Official Olympic Film | Olympic History, Bereich 1:19:16 min – 1:20:49 min, youtube.com, abgerufen am 6. Oktober 2017